# Beta (Rusia)
Beta (del ruso: Бетта) es un jútor del ókrug urbano de Gelendzhik del krai de Krasnodar, en el sur de Rusia. Está situado en el lugar donde desemboca el río Beta en la orilla nororiental del mar Negro, 37 km al sudeste de Gelendzhik y 87 km al suroeste de Krasnodar. Tenía 796 habitantes en 2010.
Pertenece al municipio Pshadski.

## Historia
La localidad se fundó en 1896 como resultado de una escisión en la comunidad agrícola tolstoyana de Krinitsa. En adigué, бэтэ (bete), significa "encorvado". Se trasladoaron aquí trabajadores de otras partes de la Unión Soviética tras la revolución. Se funda el artel Shirochanski, en el que se cultivan huertos, viñas y se labran tierras.

## Lugares de interés
El clima templado húmedo de la localidad y su playa natural hacen de Beta un lugar de veraneo.

## Economía
El turismo es la principal actividad económica . En cuanto a la agricultura, el jútor está rodeado de viñas, de huertos frutales y bosques montañosos.